# Savannensalmler
Der Savannensalmler (Hyphessobrycon stegemanni) ist eine kleine Fischart aus der Salmlerfamilie der Acestrorhamphidae, die im Stromgebiet des Rio Tocantins in Brasilien vorkommt.

## Merkmale
Der Savannensalmler erreicht eine maximale Gesamtlänge von 4 Zentimeter und hat einen langgestreckten, seitlich leicht abgeflachten Körper. Weibchen sind etwas größer und fülliger, Männchen schlanker. Die Art ist zum größten teil hell ockerfarben bis gelblich gefärbt, der Bauch ist silbrig. Auffälligstes Kennzeichen ist ein breites, schwarzes Längsband, das sich vom Hinterrand des Auges bis auf die Schwanzflosse erstreckt, wo es sich auf der Basis rautenförmig zunächst verbreitert, um dann als dünne schwarze Linie auf den mittleren Flossenstrahlen der Schwanzflosse zu enden. Oberhalb des schwarzen Längsbands verläuft eine schmale, glitzernde, weißliche bis silbrige Linie. Die Region oberhalb und unterhalb der schwarzen Raute auf der Schwanzflosse ist glänzend golden. Die Vorderkanten von Rücken-, After- und Bauchflossen sind weiß.
- Flossenformel: Dorsale 11, Anale 21.
- Schuppenformel: SL 7–10, mLR 32–35.

## Systematik
Der Savannensalmler wurde 1961 durch den französischen Ichthyologen Jacques Géry unter dem heute noch gültigen Namen Hyphessobrycon stegemanni erstmals wissenschaftlich beschrieben und zu Ehren seines Freundes Carlos Stegemann benannt. Die Gattung Hyphessobrycon ist jedoch nicht monophyletisch, sondern besteht aus mehreren Kladen, die sogar zu unterschiedlichen Unterfamilien in der Familie Acestrorhamphidae gehören. Während Hyphessobrycon die Typusgattung der Unterfamilie Hyphessobryconinae ist, gehört der Savannensalmler zur Unterfamilie Stichonodontinae und bildet dort eine Klade mit einigen Hemigrammus-Arten (z. B. der Messingsalmler (Hemigrammus rodwayi), H. ataktos, H. schmardae) und Moenkhausia bonita.

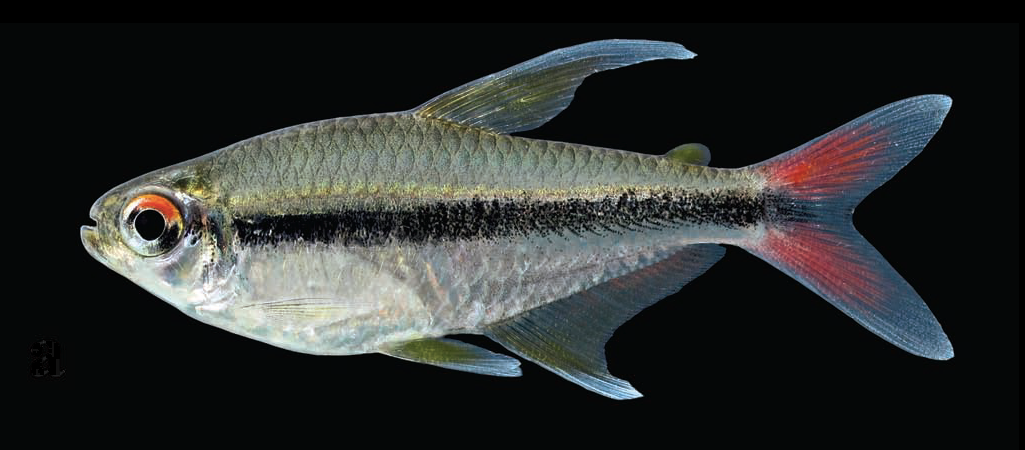
Hemigrammus ataktos
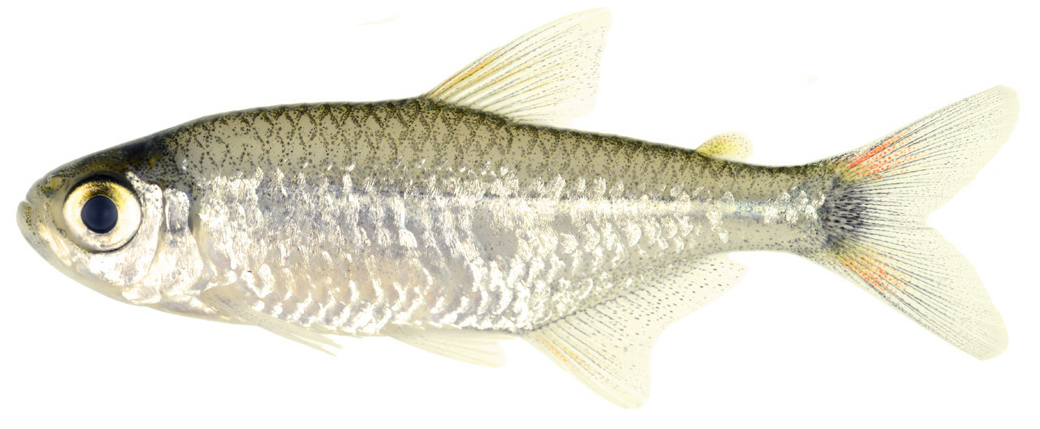
Hemigrammus rodwayi
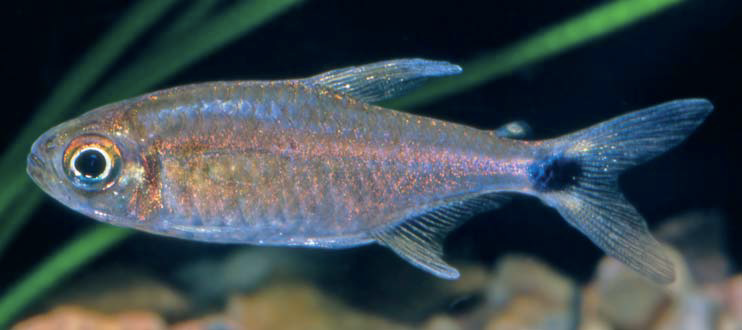
Hemigrammus schmardae
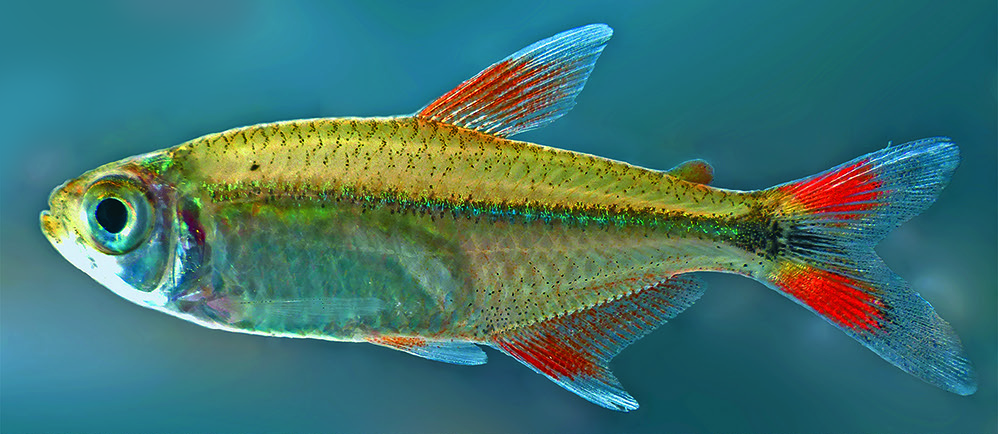
Moenkhausia bonita